# Final Fantasy II
Final Fantasy II (ファイナルファンタジーII?, Fainaru Fantajī Tsū) è un videogioco di ruolo alla giapponese uscito in Giappone nel 1988 in seguito al grandissimo successo riscosso da Final Fantasy, primo capitolo della saga.

## Trama
Il mondo è dominato dall'Impero di Palamecia, controllato dal malvagio Mateus, imperatore che riesce a sottomettere i mostri e si dice abbia fatto un patto con il diavolo per ottenere tutti i suoi poteri. Tutti i paesi del globo sono in lotta con l'Impero e si ribellano ad esso.
La storia comincia con la fuga di 4 ragazzi: Firion, Maria, Guy e Leon che tentano di scappare dalla città di Finn, ormai occupata dalle truppe dell'Impero. I ragazzi riescono a fuggire, ma in un bosco vengono feriti gravemente dai soldati Palamesiani.
La storia, poi, si trasferisce ad Altair dove la principessa di Fynn, Hilda e il suo mago Minwu, riescono a far guarire i ragazzi con una magia. Quando i giovani si rincontrano, all'appello manca Leon, sicuramente catturato dai soldati. I 3 ragazzi, allora vanno da Hilda, la quale spiega loro la situazione allo stato attuale e li manda a Fynn per cercare aiuto. Durante la loro avventura, i protagonisti incontrano personaggi come Scott, fidanzato della principessa che in punto di morte consegnerà un anello al gruppo, Gordon, suo fratello che sposerà Hilda al suo posto, il buon Joseph, che morirà eroicamente, la piratessa Leila, il pilota di aeronave Cid, che morirà sotto al Ciclone con tutta la sua città; verranno risucchiati dal potente Leviatano (nella sua prima apparizione nella saga)dove incontrano il dragone Richard, assisteranno alla morte eroica di Minwu, alla nascita dell'ultima Viverna e alla distruzione di parte del continente ad opera di un ciclone evocato da Mateus, apparentemente sconfitto da Richard ma ritornato in una forma demoniaca. Nella versione Dawn of Souls e PSP è disponibile il bonus Soul of Rebirth, in cui si viene a sapere che oltre all'imperatore affrontato nella storia originale c'è anche l'Imperatore Splendente (l'altra metà dell'anima di Mateus), che riesce a ingannare i caduti Minwu, Scott, Josef e Richard, che però lo sconfiggono.

### Storia
Final Fantasy II ha inizio con Firion, Maria, Guy e Leon che vengono attaccati e sconfitti dai soldati di Palamesia. Firion, Maria e Guy vengono salvati dalla Principessa Hilda di Fynn e portati nella loro base ribelle stabilita nella città di Altair dopo la conquista di Fynn da parte dell'Imperatore di Palamesia. Hilda rifiuta la richiesta di Firion di entrare a far parte dei ribelli insieme a Maria e Guy, convinta che i 3 ragazzi siano troppo giovani e poco esperti. Poco dopo i 3 lasciano Altair e si dirigono verso Fynn, alla ricerca del compagno scomparso Leon. Trovano il Principe Scott di Kashuan ferito gravemente, nascosto in una stanza segreta nei sotterranei del Pub di Fynn. Prima di morire, li informa sul fatto che Borghen, un cavaliere al servizio di Fynn, ha tradito i ribelli ed è diventato un generale dell'esercito imperiale. in punto di morte chiede anche ai tre ragazzi di confessare a Hilda il proprio amore per lei, ma subito dopo ritrae la richiesta e consegna il proprio anello, consentendo al gruppo di visualizzare la Mappa del Mondo.
Il trio ritorna ad Altair, mostra l'anello a Hilda che, dopo un momento di shock provocato dall'apprendimento dell'accaduto a Scott, acconsente alla squadra di entrare a far parte del movimento ribelle. La loro prima missione consiste nel raggiungere i lontani monti del nord per trovare Mythril, materiale necessario per costruire armi che possano competere con quelle degli Imperiali. Hilda, tempo prima, mandò Josef al villaggio di Salamand per recuperare il raro materiale, ma si erano persi i contatti. Prima della partenza, al gruppo si aggiunge il Mago Bianco Minwu, che ripristinò la loro salute all'inizio del gioco. I 4 raggiungono il villaggio di Salamand, che si trova sotto il controllo Imperiale in cerca, anch'esso, del Mythril. A Salamand incontrano Josef che informa il gruppo riguardo ai piani dell'Impero: gli abitanti del villaggio erano stati costretti a lavorare nelle miniere situate vicino alle cascate di Semitt. Josef non ha potuto fare niente, dato che l'Impero ha preso in ostaggio la figlia Nelly. Firion e gli altri entrano nelle miniere e salvano i prigionieri, tra questi vi sono Nelly e Paul, sedicente miglior ladro del mondo. Il gruppo sconfigge il soldato Imperiale a guardia del Mythril e ritorna ad Altair con il bottino.
I ribelli vengono a conoscenza di un nuovo piano da parte dell'Impero: nella città di Bafsk, un piccolo villaggio a est di Salamand, è in fase di costruzione un'imponente aeronave conosciuta come Dreadnought. L'obiettivo di Firion, Maria e Guy è di impedirne il completamento. Il villaggio è sotto il controllo del generale Borghen ed è facile infiltrarsi, comunque il gruppo arriva tardi e non riesce ad impedire il completamento della nave; l'unica speranza è utilizzare il Fuoco Solare custodito nelle rovine del castello di Kashuan, una potente fiamma in grado di distruggere i motori della Dreadnought, ma per poter entrare nel castello serve la voce di un abitante di Kashuan oppure di un oggetto, la Campana Sacra, custodito nelle caverne ghiacciate dei monti del nord. Josef aiuta il gruppo ad attraversare i ghiacciai, mettendo a disposizione il suo Snowcraft. Dopo il ritrovamento dell'oggetto, la fuga del gruppo viene ostacolata dall'attacco di Borghen, che viene però sconfitto facilmente. Prima di morire, Borghen causa una frana per schiacciare il gruppo, Josef tenta di fermare il macigno rotolante, in modo da permettere agli altri di salvarsi, sacrificando la propria vita.
I ragazzi si dirigono finalmente al castello di Kashuan, ma per poter trasportare il Fuoco Solare hanno però bisogno di una torcia particolare: la Torcia di Egil. Si addentrano nelle stanze del castello, alla ricerca dell'artefatto. Qui ritrovano Gordon, fratello di Scott, anche lui alla ricerca della torcia. Dopo aver recuperato la torcia, i quattro raccolgono il Fuoco Solare, ma appena usciti dal castello assistono alla cattura dell'aeronave di Cid, con Cid e Hilda a bordo, da parte della Dreadnought. Il gruppo trova la pianura dove la Dreadnought staziona, prima di gettare il Fuoco Solare nel motore, liberano Hilda e Cid. Appena gettato il Fuoco Solare, la nave entra in fase di auto distruzione ed il gruppo, nella fuga incontra il Cavaliere Nero, che sembra avere una voce familiare.
Tornati ad Altair, il re di Fynn, ormai prossimo alla morte, riunisce Gordon, Minwu e il gruppo di Firion nella sua stanza dando i suoi ultimi ordini: mentre Gordon guiderà l'esercito ribelle, Minwu dovrà recarsi a Mysidia alla ricerca del libro contenente la magia finale “Ultima” mentre il gruppo di Firion dovrà far visita alle terre di Deist, abitate dalle Viverne e dai loro cavalieri, i dragoni, per chiedere sostegno militare. Il gruppo di Firion, per poter raggiungere l'isola di Deist, chiede aiuto alla giovane Leila, durante il viaggio però si dimostrerà essere un pirata e ordina alla propria ciurma di attaccare i 3 ragazzi, ma questi si difendono facilmente e una volta sconfitti i pirati, risparmiano la vita a Leila, chiedendole di aiutarli nel loro viaggio. Raggiunta l'isola di Deist, trovano solo una madre con suo figlio, e vengono a sapere che tutti tranne una Viverna e un dragone sono morti a causa della diffusione di un veleno da parte degli Imperiali. Il gruppo ottiene il Pendente, che permette loro la comunicazione con la Viverna, che prima di morire affida loro l'incarico di portare l'ultimo uovo rimasto nelle profondità delle caverne di Deist per farlo schiudere. Dopo aver soddisfatto la richiesta, il gruppo fa ritorno ad Altair.
Qui scoprono che la principessa Hilda si comporta in modo anomalo... Questa chiede a Firion di andare nella sua stanza e cerca di sedurlo, rivelando infine di non essere la vera Hilda, bensì una Lamia Regina. Dopo la sua sconfitta, il gruppo capisce di aver salvato un'esca sulla Dreadnought e che la vera Hilda si trova ancora tra le grinfie dell'impero, precisamente nell'arena di Palamesia. Gordon prende il posto di Leila e accompagna i 3 ragazzi nel regno di Palamesia. Per poter raggiungere la principessa, l'Imperatore fa scontrare il gruppo con l'imponente Behemoth. Dopo la vittoria però l'Imperatore ordina al Cavaliere Nero di rinchiuderli nelle prigioni dell'arena. Fortunatamente Paul riesce a liberare i quattro, che provvedono a scappare, salvando anche la vera Hilda. Dopo il loro ritorno, Hilda e Gordon decidono di attaccare e riprendersi il castello di Fynn, ottenendo il successo grazie alla sconfitta di Gottos, il comandante delle forze nemiche, da parte di Firion e compagni.
Hilda si accorge che Minwu non dà sue notizie da molto tempo, così chiede ai protagonisti di andare alla torre di Mysidia per indagare. Dopo aver ottenuto la maschera bianca dai sotterranei del castello di Fynn e la maschera nera dall'Isola Tropicale, il gruppo rivela nella Grotta di Mysidia la Bacchetta di Cristallo, la chiave della torre. Proprio ad un passo dal raggiungere l'isola della torre di Mysidia, la nave viene inghiottita dal Leviatano e Leila viene separata dal resto del gruppo. All'interno del Leviatano, i tre sopravvissuti incontrano Richard, l'ultimo dei dragoni, anche lui inghiottito con molte altre persone dal Leviatano mentre era alla ricerca di Ultima. Con il suo aiuto, il gruppo di Firion fugge dal mostro marino, recuperando la nave e raggiunge la torre di Mysidia. All'ultimo piano ritrovano Minwu ad aspettarli. il mago utilizza una potente magia per rompere il sigillo che impedisce l'ingresso nella stanza dove è custodito il libro Ultima, ma lo sforzo è eccessivo e gli costa la vita.
Dopo aver recuperato il libro, il gruppo fa ritorno a Fynn. Al loro arrivo lo spettacolo che hanno davanti è desolante: molte città sono state rase al suolo da un Ciclone evocato da Mateus, solo grazie all'aiuto della Viverna nata dall'ultimo uovo, raggiungono la fortezza all'interno del Ciclone, dove affrontano e sconfiggono Mateus.
Viene indetto un ballo per festeggiare la sconfitta dell'Impero, ma il Cavaliere Nero, sopravvissuto, si autoproclama nuovo imperatore e pianifica di distruggere i Ribelli. Il Cavaliere Nero si rivela essere in realtà Leon, il fratello di Maria e amico di Firion, scomparso all'inizio della storia. Nel tentativo di farlo rinsavire, il gruppo decide di infiltrarsi nel castello di Palamesia, e per farlo chiedono aiuto a Cid che, ferito mortalmente dal Ciclone, lascia loro la sua aeronave. Raggiungono con successo la sala del trono dove trovano Leon, ma durante la loro conversazione, Mateus ritorna inaspettatamente nella sua forma demoniaca, e rivela il suo piano di distruggere la Terra rievocando il castello demoniaco del Pandemonio con tutti i mostri contenuti al suo interno. Firion e gli altri riescono a salvarsi solo grazie al sacrificio di Richard e alla Viverna. Al posto del castello di Palamesia, ora sorge il palazzo Pandaemonium. Leon entra a far parte della squadra e tutti e quattro riuniti entrano nel Passo di Giada, una caverna posta all'interno di un piccolo lago ad est di Mysidia, e da lì entrano nel Pandaemonium. Facendosi largo per tutto il palazzo, all'ultimo piano sconfiggono Mateus per la seconda volta.
Tutti si congratulano col gruppo, Hilda e Gordon decidono di unire i loro due regni, sposandosi, Leila chiede a Firion di diventare un pirata, ma Firion rifiuta, Maria spera che tutti possano tornare a vivere insieme, ma Leon non la pensa allo stesso modo, giustificandosi dicendo che ognuno di loro conosce troppo dell'altro… riferendosi al suo desiderio di potere, manifestato con la sua volontà di diventare l'imperatore di Palamesia. Decide perciò di andarsene per la sua strada, finché non si fosse perdonato.

## Modalità di gioco
Il gioco si rivelò estremamente innovativo, abolendo sia le classi che i livelli per offrire la massima versatilità possibile nella crescita dei personaggi. Ognuno di essi, infatti, può equipaggiare qualsiasi tipo di arma o protezione e può apprendere fino a sedici magie (sia bianche che nere) tramite appositi libri magici che si trovano nei negozi, nei forzieri o come ricompensa per aver ucciso determinati mostri.
Il sistema di crescita è davvero unico nel suo genere, in quanto non è legato ai livelli e ai punti esperienza, ma alle azioni compiute durante la battaglia. Il principio generale è che dopo una battaglia aumenteranno quei parametri che più sono stati messi alla prova. Subire danni porterà all'aumento degli HP e della resistenza (che è un parametro globale, efficace sia contro i danni fisici che magici); usare le magie porterà all'aumento degli MP, dell'intelligenza (se la magia è nera), dello spirito (se la magia è bianca), della magia (che è un altro parametro globale presente per il calcolo dei danni sia nelle magie bianche che nere) e del livello di padronanza della magia (che influenza sia gli MP spesi che i danni inflitti); usare attacchi fisici aumenterà la forza e il livello di padronanza dell'arma (che influenza sia la mira che i danni inflitti).
I parametri sono:
- HP: indicano la vitalità del personaggio, che muore quando vanno a 0 in combattimento. Aumentano perdendoli in battaglia.
- MP: è uno dei parametri che indica il potere magico del personaggio, poiché questi punti vengono spesi nell'uso delle magie. Aumentano consumandone in battaglia.
- Forza: indica la forza fisica del personaggio e, insieme all'attacco e alla padronanza, incide sui danni fisici inflitti. Aumenta portando a segno molti attacchi fisici durante la battaglia.
- Spirito: indica l'abilità del personaggio nell'uso delle magie bianche, incidendo sulla quantità di Hp recuperati. Aumenta usando molte magie bianche in battaglia.
- Intelligenza: indica l'abilità del personaggio nell'uso delle magie nere, incidendo sui danni inflitti. Aumenta usando molte magie nere in battaglia.
- Magia: indica il potere magico del personaggio in generale, incidendo sia sugli Hp recuperati che sui danni inflitti. Aumenta usando molte magie in battaglia.
- Resistenza: indica la robustezza del personaggio, incidendo sulla crescita degli HP. Aumenta, come gli HP, subendo danni in battaglia.
- Agilità: indica la velocità del personaggio in battaglia. Incide sia sulla turnazione, perché il più agile attacca per primo, che sulla destrezza.
- Attacco: indica la potenza dell'arma utilizzata, che dipende anche dal livello di padronanza della stessa (da 1 a 16). La potenza delle mani nude dipende esclusivamente dal livello di padronanza.
- Mira: indica la probabilità di mettere a segno un attacco fisico. Essa è indicata con una forbice da un minimo ad un massimo e si esprime in percentuale (il massimo è 16-99%) e dipende dalla padronanza dell'arma equipaggiata.
- Destrezza: indica la probabilità di schivare un attacco fisico. Come la mira, è indicata con una forbice (il massimo, anche qui, è 16-99%): il primo valore coincide con il livello di padronanza dell'arma equipaggiata, mentre il secondo coincide con l'agilità. Molte protezioni, a causa del loro peso, riducono la destrezza.
- Padronanza: indica l'abilità del personaggio nel maneggiare le varie armi (mani nude, daghe, spade, verghe, asce, lance, archi e scudi). La padronanza, che è espressa con un livello che va da 1 a 16, influenza i danni inflitti, la mira e persino la destrezza.
- Difesa: indica la robustezza delle armature e delle protezioni equipaggiate. Una difesa alta riduce i danni subiti, sia fisici che magici.
- Difesa magica: al contrario di ciò che può suggerire il nome, essa non indica la resistenza ai danni magici (tali sono la resistenza e la difesa), ma la capacità di resistere alle alterazioni di stato. Aumenta quando il personaggio è preso di mira da magie che causano alterazioni di stato (es: veleno, sonno, pietra, ecc.).

## Personaggi

### Personaggi giocabili
- Firion: uno dei quattro superstiti di un piccolo villaggio distrutto dall'imperatore Mateus, desidera prendere parte alla ribellione, ma la principessa Hilda desiste dall'arruolarlo perché troppo giovane. È un po' sempliciotto, ma ha un gran senso dell'onore e della giustizia. Anche molto riflessivo capisce subito i sentimenti di Leon e non si oppone alla sua scelta di andare per la sua strada.
- Maria: amica (fidanzata?) di Firion, è capace di provare pietà anche per i più malvagi, ma non può perdonare l'imperatore per quello che ha fatto al suo villaggio, ancor meno dopo aver scoperto in cosa ha trasformato suo fratello Leon.
- Guy: un chiaro esempio di cavernicolo, vissuto in mezzo agli animali, conosce perfettamente tutti i loro versi, ma ha alcune lacune grammaticali nel linguaggio umano. Pur essendo così penalizzato sotto questo aspetto, è comunque un ragazzo con un gran cuore e sa sempre consigliare i suoi amici. In battaglia è pericolosissimo.
- Leon: è il fratello di Maria. Verrà rapito dall'impero e l'imperatore approfitterà dell'oscurità nel suo cuore per convincerlo a diventare il suo braccio destro. Leon diventa quindi il Cavaliere Nero, e solo il ritrovamento di Maria e i suoi amici lo convinceranno a tornare dalla parte del bene. Dopo aver sconfitto l'imperatore, però, deciderà di andare per la sua strada finché non sarà riuscito a perdonarsi.

### Personaggi ospiti
- Minwu: mago di corte del regno di Fynn, è molto abile nell'uso della magia bianca, sarà lui a consegnare ai protagonisti la canoa pieghevole, e sempre lui li aiuterà a recuperare il libro contenente la formula Ultima, sacrificando la sua stessa vita allo scopo. Sarà una delle quattro anime che sconfiggeranno l'imperatore Luminoso nell'aldilà.
- Josef: di corporatura robusta, è un personaggio che combatte sempre a mani nude. individuo dal cuore gentile è proprietario di un veicolo chiamato snowcraft, che permette di solcare le lande innevate delle montagne di Salamand. Sacrificherà la sua vita per salvare il gruppo da un macigno scagliatogli contro dal pirata Borghen, per poi seguirlo nell'aldilà, dove lo sconfiggerà definitivamente.
- Gordon: principe di Kashuan, è un autentico codardo, continua ad incolpare se stesso per la morte del fratello Scott. Deciderà di riscattarsi recuperando la Torcia di Egil ed aiutando a distruggere la Dreadnought. Si sposerà con la principessa Hilda.
- Leila: piratessa. Cercherà di derubare il gruppo di Firion con l'inganno, ma quando questi sconfigge la sua ciurma, si offre di accompagnarlo fino a Mysidia. Dopo aver recuperato la chiave della Torre del Mago, la nave verrà inghiottita dal terribile Leviatano e Leila sarà separata dal resto del gruppo. Come sia poi riuscita a sopravvivere non si saprà mai.
- Richard Highwind: l'ultimo dei dragoni (ma il primo della serie di Final Fantasy), si unirà al gruppo di Firion quando questi vengono inghiottiti dal Leviatano. Questo personaggio condivide nome e professione con Cain Highwind di Final Fantasy IV: potrebbe non essere un caso, poiché Richard ha un figlio di nome Cain, e Cain nel quarto capitolo afferma che suo padre si chiamava Richard. Sacrificherà anche lui la sua vita combattendo contro l'Imperatore Mateus, e si unirà al gruppo di Minwu nell'aldilà per sconfiggerlo di nuovo.
- Scott: principe di Kashuan e fratello di Gordon. Farà una breve apparizione nel gioco principale, in cui morirà appena incontrato. Avrà però il suo ruolo da protagonista, insieme a Minwu, Josef e Richard nella storia Soul of Rebirth, dove scalerà un palazzo simile al Pandemonio per sconfiggere l'Imperatore Luminoso.

### Altri personaggi
- Imperatore Mateus Palamesia: antagonista principale del gioco, sembra avere più vite di un gatto. Verrà sconfitto per tre volte in tutto il gioco, compreso Soul of Rebirth. Nella sua incessante ricerca del potere supremo, riuscirà a portare dalla sua parte Leon, a distruggere una buona metà del mondo e a reincarnarsi in due esseri distinti: l'imperatore Oscuro, che sarà sconfitto dalla squadra di Firion, e l'Imperatore Luminoso, che sarà sconfitto nell'aldilà da Scott e gli altri. Il personaggio di Mateus è stato "riciclato" come altri boss della serie, per diventare un Esper in Final Fantasy XII.

## Distribuzione
Il gioco è disponibile dal 2003 in un "pacchetto", insieme a Final Fantasy. Il bundle si chiama Final Fantasy Origins ed è stato pubblicato per Sony PlayStation; esiste anche una compilation per la stessa console chiamata Final Fantasy Anthology, che comprende il quarto e il quinto capitolo della saga. Inoltre, nel 2005 è uscito per Game Boy Advance Final Fantasy I & II: Dawn Of Souls, che comprende Final Fantasy e Final Fantasy II. Infine Final Fantasy II è disponibile insieme a Final Fantasy anche su PlayStation Portable e nell'App Store dell'Apple iPhone e iPod touch.
Nell'aprile 2023 è uscita una versione rimasterizzata e multilingue dal titolo Final Fantasy Pixel Remaster, che comprendere i primi sei episodi di Final Fantasy, acquistabili anche singolarmente, per PlayStation 4 e Nintendo Switch.